# دانشکده مکانیک افسران نیروی دریایی
مدرسه عالی مکانیک نیروی دریایی (اسپانیایی: Escuela Superior de Mecánica de la Armada)، که معمولاً با نام اختصاری آن ESMA نامیده می‌شود، در طول تاریخ خود سه تغییر عمده را پشت سر گذاشته‌است. در اصل ESMA به عنوان یک مرکز آموزشی نیروی دریایی آرژانتین به وجود آمد. ESMA اصلی مجتمعی بود که در خیابان لیبرتادور شماره ۸۱۵۱، در شهر خودمختار بوئنوس آیرس، در حومه محلهٔ نونیز واقع شده بود. بعلاوه، این محل مقر یک واحد ضربت بود.
با این حال، ESMA از سال ۱۹۷۶ تا ۱۹۸۳ مدت کوتاهی پس از کودتای دیکتاتوری نظامی به عنوان یک بازداشتگاه مخفی «براندازان» فعالیت کرد. ESMA در طول جنگ کثیف به عنوان یک بازداشتگاه مخفی و غیرقانونی مورد استفاده قرار گرفت. ارتش نوزادان مادرانی را که در آنجا زندانی شده بودند، می‌برد. هویت واقعی آن‌ها را سرکوب می‌کرد و اجازه می‌داد که به‌طور غیرقانونی توسط خانواده‌های نظامی و همراهان رژیم به فرزندی پذیرفته شوند. علاوه بر این، Unidad de Tareas (واحد ضربت) مسئول هزاران مورد ناپدید شدن قهری، شکنجه و اعدام غیرقانونی در این مدت بود. ESMA بزرگترین بازداشتگاه در نوع خود در طول جنگ کثیف بود.
در نهایت، امروزه، ساختمان اصلی ESMA به یک موزه یادبود برای نشان دادن و احترام به کسانی که در طول جنگ کثیف آرژانتین ناپدید شدند، تبدیل شده‌است. کنگره ملی در ۵ اوت ۲۰۰۴ قانونی را تصویب کرد که مجموعه ESMA را به موزه تبدیل کرد و فضایی برای یادآوری و ترویج و دفاع از حقوق بشر شناخته شد. از سال ۲۰۱۴ نیز برنامه‌هایی برای این پردیس طراحی شده‌است که موزه دوم را در خود جای دهد، این بار برای قدردانی از پرسنل نظامی کشته و مجروح شده در طول جنگ فالکلند، زیرا تعدادی از فارغ‌التحصیلان آن و ۲۳۰ دانشجویش در این درگیری جنگیدند.